# Кенгуру (острів)
Острів Кенгуру́ (англ. Kangaroo Island) — третій за величиною острів Австралії, після Тасманії та Мелвілла. Розташований на 112 км південніше Аделаїди, при вході в затоку Сент-Вінсент, і за 13 км від материка. Адміністративно відноситься до штату Південна Австралія. Довжина острова 145 км, ширина- від 900 м до 57 км, площа 4 405км². Довжина берегової лінії 509 км, найвища висота над рівнем моря становить 307 м.

## Населення і економіка
На острові проживає близько 4 400 людей, 1800 з них живе в Кінгскоті. Головною галуззю економіки острова є сільське господарство (виробництво вина, меду, шерсті, м'яса, та зерна). Також важливу роль відіграє туризм та рибальство. У 1881 році з італійської провінції Лігурія на острів були завезені лігурійські бджоли, і в наш час він відомий своїми пасіками.

## Природа та природоохоронні території
Більше половини території острова ніколи не оброблялись людиною. Біля третини території віддано під національні парки та заповідники. Найбільш охоронюванні території:
- Національний парк «Фліндерс Чейс»;
- Консерваційний парк «Бухта Тюленів»;
- Охоронна територія Мис Ганзеума;
- Охоронна територія Мис Бугуер;
- Охоронна територія Ущелина-дес-Козоарс.

Оскільки острів ізольований від материка, на ньому відсутні лисиці й кролики. Фауна острова представлена кенгуру, валабі, коричневими бандикутами, варанами Розенберга, опосумами, єхиднами і новозеландськими тюленями, а також шістьма видами кажанів та декількома видами жаб. Єдиними ендеміками острова є даннарт (сумчаста миша, Sminthopsis aitkeni), а також архаїчні метелики родини Aenigmatineidae. В наш час були завезені коали та качконіси . Раніше на острова жили страуси ему, але у період з 1802 до 1836 року вони вимерли, можливо внаслідок лісових пожеж або полювання. На острові Кенгуру мешкає також велика кількість птахів різних видів, серед яких чорні какаду, карликові пінгвіни та сипухи.

## Історія
Острів Кенгуру відокремився від материкової Австралії близько 10 000 років тому, внаслідок підйому рівня моря. За матеріалами розкопок учені з'ясували, що перші аборигени потрапили на острів близько 11 000 років тому, але приблизно у 200 р. до н. е. полишли його, можливо внаслідок війни, епідемії чи зміни клімату.
У 1802 році британський дослідник Метью Фліндерс назвав острів «Кенгуру». 27 липня 1836 року було засноване місто Кінгскот, яке стало першим європейським поселенням та найбільшим містом на острові. У міста були всі шанси стати столицею Південної Австралії, але з огляду на обмеженість ресурсів острова, право столиці отримала Аделаїда.